# Crista sacralis medialis

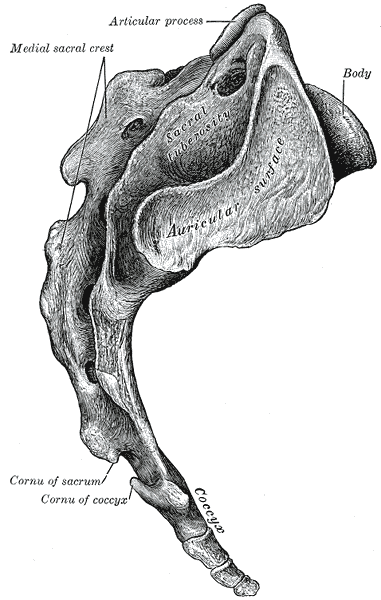
A kereszt- és farokcsont (az angol medial sacral crest jelöli)

A fossa sacralis külső felszínén található egy dudorok által kialakított vonal ami a processus articularis vertebralis összenövéséből keletkezik és így együtt alkotják a crista sacralis medialis-t (ez egy taraj).